# Cinéma irlandais
Le cinéma irlandais fait référence au système de production, de distribution et de diffusion des films en Irlande.
Les récompenses annuelles du cinéma irlandais sont les Irish Film and Television Awards. Le Festival international du film de Dublin est le festival cinématographique le plus important d'Irlande.

## Statistiques
En 2011, il y avait 444 salles de cinéma en Irlande et 20 longs métrages irlandais de fiction avaient été tournés. Le nombre d'entrées sur l'année dans tout le pays s'élevait à 16 350 000 pour un box-office total de 112 000 000 € dont 4 400 000 € pour des films irlandais.

## Histoire
La première salle de cinéma du pays, le Volta, a été ouverte en 1909 au 45 Mary Street à Dublin par le romancier James Joyce. Un an plus tard, le premier film irlandais voit le jour : A Lad from Ireland.
Au début du XXIe siècle, les deux réalisateurs irlandais les plus célèbres sont Neil Jordan et Jim Sheridan. Parmi les acteurs les plus connus, on peut citer, par ordre alphabétique : Pierce Brosnan, Gabriel Byrne, Daniel Day-Lewis, Colin Farrell, Michael Fassbender, Brendan Gleeson, Ciarán Hinds, Patrick McGoohan, Cillian Murphy et Peter O'Toole.
Un sondage effectué en 2005 a désigné comme les dix meilleurs films irlandais de l'histoire : Les Commitments (1991),  My Left Foot (1989), Au nom du père (1993), L'Homme tranquille (1952), The Snapper (1993), Michael Collins (1996), The Field (1990), Intermission (2003), Veronica Guerin (2003) et Inside I'm Dancing (2004).
Depuis cette date, Le vent se lève a remporté la Palme d'or du Festival de Cannes 2006, Once (2007) a remporté l'Oscar de la meilleure chanson originale et Brendan et le Secret de Kells (2009) a été nommé pour l'Oscar du meilleur film d'animation.

## Infrastructures
Les Studios Ardmore, ouverts en 1958 et où ont notamment été tournés Excalibur (1981) et Braveheart (1995), sont les seuls studios de cinéma du pays.

## Institutions
- Oifig Scrúdóir na Scannán (IFCO, 1923), comité de censure
- Irish Film Archive (en) (1943)
- Irish Film Institute (en) (IFI, 1992)
- Radharc Films (en) (1961), sur les séries documentaires
- Screen Ireland (en) (1980-1987 et depuis 1993)

## Récompenses ou promotions
- Festival international du film de Cork (1956), Galway Film Fleadh (1989), Festival international du film de Dublin (2003), Festivals cinématographiques d'Irlande (en)
- Dublin Film Critics' Circle (DFCC, 2006)
- Irish Film and Television Awards (IFTAs, 1999)
- Festival des cinémas d'Irlande et de Grande-Bretagne de Cherbourg-en-Cotentin (1984)
- Liste des lauréats et nommés des Irish Academy Awards (en)